# 151 (число)
Вижте пояснителната страница за други значения на 151.
151 (сто петдесет и едно) е просто, естествено, цяло число, следващо 150 и предхождащо 152.
Сто петдесет и едно с арабски цифри се записва „151“, а с римски цифри – „CLI“. 157 е на 36-о място в реда на простите числа (след 149 и преди 157). Числото 151 е съставено от три цифри от позиционните бройни системи – 1 (едно), 5 (пет).

## Общи сведения
- 151 е нечетно число.
- 151-вият ден от годината е 31 май.
- 151 е година от Новата ера.

## Любопитни факти
- Достигането на сума от 151 точки определя победителя на играта „Бридж-белот“.